# 岡田スタッド
有限会社岡田スタッド（おかだスタッド）は、北海道日高郡新ひだか町静内目名にある競走馬（サラブレッド）の生産牧場である。代表者は、レックススタッドの代表でもある岡田牧雄。「岡田スタツド」とも表記される（脚注4 (サウンドトゥルーのJBISサーチ) 参照）。

## 歴史
1972年、岡田蔚男により岡田蔚男牧場として開設され、1984年に蔚男の次男である岡田牧雄が経営を引き継いだ際に岡田スタッドと改称した。

## 代表者
1. 岡田 蔚男（おかだ しげお） - 創業者。長男はビッグレッドファーム、サラブレッドクラブ・ラフィアンを設立した岡田繁幸で、その嫁に岡田美佐子、孫にサラブレッドクラブ・ラフィアンの現代表の岡田紘和がおり、岡田牧雄は次男にあたる。
2. 岡田 牧雄（おかだ まきお、1952年 - ） - 2022年現在の代表者。北海道出身。兄が独立したために牧場を引き継ぐことになった。株式会社レックス代表取締役社長でもある。週刊Gallop、競馬の天才!に連載を持っている。

蔚男、牧雄とも日本中央競馬会 (JRA) に登録されている馬主である。牧雄が使用している勝負服の柄は水色、白山形二本輪だが、この柄は父から引き継いだものである。

## 本場以外の施設

### 競走馬生産・繁殖牝馬繋養施設
- 新ひだか町
  - （岡田スタッド本場）
  - 岡田スタッド豊畑分場
- 日高町
  - オカダスタッド
  - オカダスタッド緑町分場

### 競走馬育成施設
- 新ひだか町
  - ノルマンディーファーム
- えりも町
  - 岡田スタッドえりも分場
- 福島県田村郡小野町
  - ノルマンディーファーム小野町
（テンコー・トレーニングセンター内）

## 主な生産馬
- 太字はGI・JpnI競走を示す

### 岡田蔚男牧場
- ミホランザン（1973年朝日杯3歳ステークス）
- ゴールドロック（1974年ダイヤモンドステークス）

### 岡田スタッド

#### 静内町産
- トーセンブライト（2004年サラブレッドチャレンジカップ、2009年黒船賞、2009年・2010年兵庫ゴールドトロフィー連覇）
- マイネルレーニア（2006年京王杯2歳ステークス、2008年スワンステークス）
- マツリダゴッホ（2007年アメリカジョッキークラブカップ、オールカマー、有馬記念、2007年 - 2009年オールカマー3連覇、2008年日経賞）[1]
- スマートファルコン（2008年白山大賞典、兵庫ゴールドトロフィー、2008年・2010年浦和記念、2009年ブリーダーズゴールドカップ、佐賀記念、名古屋大賞典、2009年・2010年さきたま杯連覇、かきつばた記念連覇、2010年・2011年JBCクラシック連覇、東京大賞典連覇、2011年ダイオライト記念、帝王賞、日本テレビ盃、2012年川崎記念）
- メリッサ（2010年北九州記念）[2]

#### 新ひだか町産
- アンダーゴールド（2009年ひまわり賞）
- カラダレジェンド（2013年京王杯2歳ステークス）
- スマートレイアー（2014年・2016年阪神牝馬ステークス、2016年東京新聞杯、2017年京都大賞典）
- サウンドトゥルー（2015年東京大賞典、日本テレビ盃、2016年チャンピオンズカップ、2017年JBCクラシック[3]、2019年・2020年金盃）[4]
- リッカルド（2016年エルムステークス、2018年報知グランプリカップ、フジノウェーブ記念、ブリリアントカップ、大井記念）
- ローズジュレップ（2016年兵庫ジュニアグランプリ、2017年クラウンカップ）
- プラチナムバレット（2017年京都新聞杯）
- ルールソヴァール（2018年佐賀記念、2020年・2022年旭岳賞）
- カツジ（2018年ニュージーランドトロフィー、2020年スワンステークス）
- ミッキーグローリー（2018年京成杯オータムハンデキャップ、2019年関屋記念）
- ビスカリア（2019年TCK女王盃）
- アナザートゥルース（2019年アンタレスステークス、2020年ダイオライト記念、2024年東海桜花賞）
- マンガン（2020年東京湾カップ、2021年金盃、2025年利家盃）
- プレシャスエース（2020年栗駒賞、岩鷲賞）
- ウワサノシブコ（2021年ユングフラウ賞）
- タイトルホルダー（2021年弥生賞ディープインパクト記念、菊花賞、2022年・2023年日経賞連覇、2022年天皇賞（春）、宝塚記念）
- メロディーレーン（2021年古都ステークス、2019年菊花賞5着）
- シャマル（2022年東京スプリント、サマーチャンピオン、テレ玉杯オーバルスプリント、2023年 - 2025年黒船賞3連覇、2024年・2025年かしわ記念連覇、2025年さきたま杯）[5]
- ハギノアレグリアス（2023年名古屋大賞典、2023年・2024年シリウスステークス連覇）[6]
- ブローザホーン（2024年日経新春杯、宝塚記念）[7]
- ホウオウビスケッツ（2024年函館記念）
- ドロップオブライト（2024年CBC賞）

## 主な繋養馬

### 繁殖牝馬
- キョウエイトルース（2003年 - ）
サウンドトゥルー、アナザートゥルース、ルールソヴァールの母。
- スノースタイル（2006年 - ）
スマートレイアー、プラチナムバレットの母。
- メリッサ（2010年 - ）
- メーヴェ（2012年 - ）
メロディーレーン、タイトルホルダーの母。
- ライジングリーズン（2019年 - ）
- ビスカリア（2020年 - ）
- デアリングタクト（2023年 - ）
- メロディーレーン（2025年 - ）

#### 過去に繋養されていた繁殖牝馬
- アサヒブライト（1999年頃 - 2016年11月用途変更）
トーセンブライトの母。
- ペイパーレイン（1999年頃 - 2010年6月5日死亡）
マツリダゴッホの母。
- オイワケヒカリ（2001年 - 2012年8月15日死亡）
- ケイシュウハーブ（2004年 - 2008年4月3日死亡）
スマートファルコンの母。

### 功労馬
- フサイチアソート（豊畑分場、2021年 - ）
- スマートギア（えりも分場、2021年 - ）
- サウンドトゥルー（本場、2021年 - ）
- マツリダゴッホ（本場、2023年 - ）[8]
- ルールソヴァール（厚賀分場、2023年 - ）

#### 過去に繋養されていた功労馬
- マイネルダビテ（1990年 - 2021年）